# Saint-Clément (Saône-et-Loire)
Pour les articles homonymes, voir Saint-Clément.
Saint-Clément est une ancienne commune française du département de Saône-et-Loire en région Bourgogne-Franche-Comté. Elle est rattachée à la commune de Mâcon depuis 1856.

## Géographie

### Climatologie
Climat tempéré à légère tendance continentale. Voici les valeurs climatiques de 1961 à 1990 :
| Mois                              | jan. | fév. | mars | avril | mai  | juin | jui. | août | sep. | oct. | nov. | déc. | année |
| --------------------------------- | ---- | ---- | ---- | ----- | ---- | ---- | ---- | ---- | ---- | ---- | ---- | ---- | ----- |
| Température minimale moyenne (°C) | −0,6 | 0,7  | 2,5  | 5,2   | 8,9  | 12,3 | 12,4 | 13,9 | 11,1 | 7,5  | 2,9  | 0,1  | 6,6   |
| Température moyenne (°C)          | 2,1  | 4    | 6,8  | 10    | 13,9 | 17,5 | 20,1 | 19,4 | 16,4 | 11,7 | 6    | 2,7  | 10,9  |
| Température maximale moyenne (°C) | 4,9  | 7,3  | 11,1 | 14,8  | 18,9 | 22,8 | 25,7 | 24,9 | 21,7 | 15,9 | 9,1  | 5,3  | 15,2  |
| Précipitations (mm)               | 66,3 | 60,9 | 58,7 | 69,4  | 85,9 | 74,7 | 58,1 | 77,1 | 75,7 | 71,7 | 72,7 | 70,4 | 841,4 |

## Toponymie
Durant les siècles, le village a pris différents noms, :
- 886 : Sanctum Clementem
- 915 : Sancti Clementis
- 1478 : Saint Clement lez Mascon
- 1543 : Sainct Clement
- 1628 : Saint-Clément proche Masson
- 1757 : Saint-Clément lez Mascon
- 1790 : Saint-Clément
- 1793 : Grosne-lès-Mâcon
- 1801 : Saint-Clément
- 1845 : Saint-Clément-lès-Mâcon

## Histoire
Il s'y trouvait une abbaye pour femmes, réunie à la manse épiscopale de Mâcon par le roi Gontrams (VIe siècle). Saint Placide premier évêque de Mâcon (538-555) et cinq de ses successeurs auraient été enterrés dans ce monastère. L'église est dévastée en 1567 par les protestants lors des guerres de religion. Les évêques de Mâcon y avaient un château. Renaud de Vergny, évêque de Mâcon 1185-1197, obtient du roi Philippe Auguste l'autorisation de le fortifier pour se mettre à l'abri des exactions de Gérard comte de Mâcon. Le château est détruit pendant les guerres de religion.
1793 : Saint-Clément-lès-Mâcon, dans le contexte révolutionnaire, change de nom et devient Grosne-lès-Mâcon.
En 1839, quelques années avant d'être rattachée à la commune de Mâcon, Saint-Clément-lès-Mâcon comptait 907 habitants et 213 maisons. Sa superficie était de 704 hectares, qui se répartissaient en 357 hectares de terres labourables, 157 hectares de prés, 82 hectares de vignes et 520 hectares de terres incultes.
Une loi du 23 avril 1856 acte l'intégration du territoire de la commune à Mâcon.

## Démographie
| 1793 | 1800 | 1806 | 1821 |
| ---- | ---- | ---- | ---- |
| 505  | 492  | 832  | 910  |